# STRG F
STRG_F (Aussprache Steuerung F) ist ein Reportageformat, das der Norddeutsche Rundfunk für das Medienangebot Funk produziert und auch über YouTube veröffentlicht. Behandelt werden politisch oder gesellschaftlich relevante Themen für eine Hauptzielgruppe zwischen 14 und 29 Jahren.

## Namensbedeutung
Der Name STRG_F bezieht sich auf die Tastenkombination Steuerungstaste + F (Strg+F), mit der sich auf Microsoft- und Linux-Systemen mit deutscher Tastaturbelegung in einer grafischen Benutzeroberfläche in vielen Anwendungen (z. B. Browser oder Textbearbeitungsprogramm) eine Suche im Dokument bzw. die Suchfunktion auslösen lässt. Damit soll auf die investigative und rechercheorientierte Arbeitsweise des Formats angespielt werden.

## Redaktion
Die Redaktionsleitung hat seit 2018 Dietmar Schiffermüller, der seit 2008 zudem die Redaktion von Panorama – Die Reporter leitet.
Das Redaktionsteam besteht aus
- Lutz Ackermann
- Simone Horst
- Gunnar Krupp
- Anna Orth
- Dietmar Schiffermüller
- Mariam Noori
- Salome Zadegan
- Charlotte Bogo
- Jan-Henrik Wiebe (funk)

sowie den Autoren
- Manuel Daubenberger
- Désirée Fehringer
- Julian Feldmann
- Armin Ghassim
- Lisa Hagen
- Simone Horst
- Nadia Kailouli
- Inga Mattwig
- Felix Meschede
- Mariam Noori
- Han-Ul Park
- Timo Robben
- Christian Salewski
- Patrizia Schlosser
- Jonas Schreijäg
- Mirco Seekamp
- Isabel Ströh
- Sulaiman Tadmory
- Zita Zengerlin
- Isabell Beer

## Kontroversen
Das Format steht für einzelne Beiträge in der Kritik.
Im Juli 2020 veröffentlichte STRG_F eine Folge Auszüge aus Verhören mit Stephan Ernst, dem Hauptverdächtigen im Prozess um den Mord am Kasseler Regierungspräsidenten Walter Lübcke. Die Spiegel-Online-Kolumnistin Samira El Ouassil kritisierte, dass damit eine Bühne für rechtsradikale und terroristische Propaganda geschaffen werde. Gegenüber dem Portal Übermedien verteidigte Redaktionsleiter Dietmar Schiffermüller die Sendung.
2023 dokumentierte STRG_F den vorgeblichen Lebensstil von „Superreichen“ und begleitete den 18-jährigen Theo S. auf einem privaten Linienflug nach Sylt. In der Dokumentation kostete Theo S. publikumswirksam von einer Dose Kaviar, um den Rest liegen zu lassen, und vertrat eine gleichgültige Haltung gegenüber dem Klimawandel. Später weckten Recherchen von Business Insider Zweifel an den Vermögensverhältnissen von Theo S. Auf Anfrage von Business Insider erklärte STRG_F, dass sein tatsächlicher Kontostand für die Recherche unerheblich sei, es gehe vor allem um seine „pointierten Einstellungen“ zum Thema Klimaschutz.

### Kritik durch Rezo
Im November 2023 veröffentlichte STRG_F zusammen mit dem ZDF Magazin Royale eine Recherche über Werbung für Nahrungsergänzungsmittel durch Influencer. In mehreren später entfernten Teilen ihres Videos kritisierten sie den Influencer Rezo für seine Werbung für den Produkthersteller More Nutrition. Rezo, der während der Recherchen von STRG_F um ein Statement gebeten wurde, beklagte in einem anschließenden YouTube-Video die unprofessionelle Zusammenarbeit seitens STRG_F. Ihm seien zu kurze Antwortfristen gesetzt worden und Fakten seien falsch dargestellt worden. STRG_F wies in einer ersten Antwort alle Vorwürfe zurück. Mitte Januar 2024 räumte die Redaktion jedoch Fehler im Umgang mit Rezo ein und entschuldigte sich; man habe sich „verrannt“ und sei „bestürzt darüber, was in den letzten Wochen passiert“ sei.
Nach einer Auszeit veröffentlichte STRG_F im Juni 2024 einen Abschlussbericht ihrer Aufarbeitung. Wesentliche Ursachen für die festgestellten Fehler seien eine mangelnde Fehlerkultur und die hohe Produktionsfrequenz der Videos gewesen. Als Konsequenz sollte der Output der Videos um etwa ein Drittel reduziert werden und Videos durch eine unbeteiligte Person auf journalistische Genauigkeit geprüft werden.
Stefan Niggemeier von Übermedien sah die Aufarbeitung allerdings als gescheitert an. Fehler wurden zwar eingeräumt, die eigentlichen Ursachen dafür seien aber nicht benannt worden. Dadurch, dass die Aufarbeitung nicht durch eine externe Untersuchung erfolgte, sei der Abschlussbericht durch die interne Aufarbeitung ein konsensorientiertes Ergebnis derer, die selbst Teil des Problems gewesen seien.

## Auszeichnungen
- 2018: Deutscher Wirtschaftsfilmpreis des BMWi: Kategorie „Wirtschaft gut erklärt“ für CFD-Trading: Wer sind die YouTube-Typen, die dich reich machen wollen?
- 2018: Juliane-Bartel-Preis: Platz zwei für Was Pornos mit uns machen[19]
- 2019: Goldene Kamera Digital Award: Kategorie „Best of Information“[20]
- 2019: Medienprojektpreis der Otto-Brenner-Stiftung[21]
- 2020: Grimme Online Award für Redaktion, Autorenschaft und Umsetzung. Hervorgehoben wurden „transparente, professionelle Rechercheprozesse und ein hervorragendes Gespür für interessante und herausfordernde Themen.“[22]
- 2021: Juliane-Bartel-Preis  in der Kategorie „Doku visuell“ für Spannervideos – Wer filmt Frauen auf Toiletten?[23]
- 2022: Ernst-Schneider-Preis in der Kategorie „Video“ für xHamster: Wer steckt hinter der Pornoplattform?[24]
- 2022: Blauer Panther in der Kategorie „Hintergrund“ für Gegen Putin: so gefährlich ist Protest in Russland[25]
- 2023: Daphne Caruana Galizia Prize for Journalism des Europäischen Parlaments[26]
- 2023: Grimme-Preis für STRG_F bei den Taliban: Warum finden Menschen sie gut?[27]
- 2024: CIVIS TOP AWARD und CIVIS VIDEO AWARD für Israel und Gaza: Leben zwischen Terror und Krieg[28]
- 2025: Grimme-Preis für die STRG_F-Autorinnen Isabell Beer und Isabel Ströh und ihre STRG_F-Reportagen über "Pädokriminelle im Stream - So sicher fühlen sich Täter" und "Das Vergewaltiger-Netzwerk auf Telegram"[29]
- 2025: Stern-Preis in der Kategorie „Investigation“ für die Reportage Das Vergewaltiger-Netzwerk auf Telegram[30]
- 2025: Courage-Preis für aktuelle Berichterstattung vom Journalistinnenbund e.V. für die STRG_F-Autorinnen Isabell Beer und Isabel Ströh für "Das Vergewaltiger-Netzwerk auf Telegram"[31]